# Палаццо Бандинелли
Дворе́ц Бандине́лли (пол. kamienica Bandinellich we Lwowie) — памятник архитектуры во Львове (Украина). Находится на площади Рынок, 2.
Здание построен в стиле позднего ренессанса в конце XVI века. В начале XVII века дом перешёл в собственность флорентийского купца Роберто Бандинелли (по некоторым сведениям, внука скульптора Баччо Бандинелли), известного тем, что он усовершенствовал львовскую почту. По имени флорентийца дворец называется и сейчас. С 1629 года здесь находилось первое почтовое отделение во Львове, организованное Роберто Бандинелли. Львовяне могли каждую субботу отправлять и получать письма из всей Европы, но эти услуги стоили довольно дорого. Отправка лишь шести граммов корреспонденции, например в Гданьск, равнялась дневному жалованью квалифицированного ремесленника. Бумага была в те времена дорогой, и вскоре львовский Совет отказался от услуг почты. Бандинелли вложил в это дело значительные средства и действия городского совета фактически разорили его.
В период, который в Польше называют «Потоп», здесь некоторое время чеканили монеты.
В 1737—1739 годах дом был значительно перестроен, его главный вход перенесли на улицу Ставропигийскую. На дверных и оконных обрамлениях сохранились элементы белокаменной резьбы. Оригинальными остались портал и окно справа от него, обрамленное дельфинами. Изображения дельфинов были призваны оказывать содействие владельцу здания в торговых делах и оберегать от опасностей. Чёткое горизонтальное деление фасада, фланкированные стен на всю высоту рустованными пилястрами, значительно развитые оконные фронтоны придают зданию пластическую выразительность.
В ХІХ столетии здесь находился книжный магазин Вильда, своеобразный клуб львовской интеллигенции. В доме тогда же жил известный польский поэт Корнель Уейский.
Здание с советского времени принадлежит Львовскому историческому музею. В конце 1970-х годов здание оказалось в аварийном состоянии. После почти двадцати шести лет ремонта и реставрации торжественное открытие Дворца Бандинелли состоялось 28 декабря 2005 года. Благодаря сохранившимся старым рисункам был воспроизведён стиль помещении и даже дизайн мебели.